# Карлос, герцог Калабрийский
Карлос Мария Альфонсо Марсель де Бурбон-Сицилийский и Бурбон-Пармский, Инфант Испании, Принц Обеих Сицилий, Герцог Калабрийский (исп. Carlos Maria Alfonso Marcel de Borbón-Dos Sicilias y Borbón-Parma, Infante de España, Príncipe de las Dos Sicilias, Duque de Calabria; итал. Carlo di Spagna, Principe delle Due Sicilie, duca di Calabria; 16 января 1938, Лозанна — 5 октября 2015, Ретуэрта-дель-Бульяке, Кастилия-Ла-Манча) — глава королевского дома Обеих Сицилий. Праправнук предпоследнего короля Обеих Сицилий Фердинанда II. Правнук (по женской линии) короля Испании Альфонса XII и троюродный брат бывшего короля Испании Хуана Карлоса I. Его семья стоит на втором месте в списке наследования трона Испании после семьи короля Хуана Карлоса I.

## Биография
Родился в семье инфанта дона Альфонсо и инфанты доньи Алисии, урождённой принцессы Пармской, во время их пребывания в эмиграции в Швейцарии.
Возвратился в Испанию в 1941 году и обучался в школе Jarillas. В школе учился вместе с будущим королём Испании Хуаном Карлосом, своим троюродным братом.
Окончил Институт Сан-Исидро (Мадрид), адвокат.
Непродолжительное время работал адвокатом «Чейз Махеттен Бэнк» в Нью-Йорке (США).
8 марта 1984 года испанский министр двора маркиз де Мондехар официальным письмом заявил о признании дона Карлоса, герцога Калабрийского, главой королевского дома Обеих Сицилий и Великим магистром династического Константиновского ордена Святого Георгия.
С июля 1993 года — президент Королевского совета Военных орденов Сантьяго, Калатравы, Алькантары и Монтезы.
Член королевских обществ верховой езды (аристократических клубов) в Севилье, Сарагосе, Гранаде, Валенсии и Ронде.
Протектор Мадридского королевского корпуса знати, член Каталанского королевского корпуса знати и др.
Президент Попечительского совета Королевского морского музея. Президент многих фондов, в том числе Испанского фонда защиты природы (WWF).
Дон Карлос в течение многих лет страдал от неврологических заболеваний. В 2012 году перенес инсульт, который ему не удалось преодолеть.
Скончался 5 октября 2015 года в Толедо.

## Семья
Дон Карлос в 1965 году заключил брак с Её Королевским Высочеством Принцессой Анной Орлеанской (1938 г.р.), дочерью принца Генриха Орлеанского, графа Парижского и принцессы Бразильской Изабеллы, принцессы Орлеан и Браганса. Первая встреча будущих супругов состоялась в 1962 году в Афинах, на торжествах по случаю бракосочетания Принца Испании Хуана Карлоса и Софии Греческой и Датской.
У супругов пять детей:
- Её Королевское Высочество Кристина, принцесса Обеих Сицилий (род. 16 марта 1966 года)
  - Виктория (род. 1997)
  - Педро (род. 2003)
- Её Королевское Высочество Мария[англ.], принцесса Обеих Сицилий (род. 5 апреля 1967 года)
  - Эрцгерцог Иоганн Рудольф Антонио Мария Австрийский (род. 29 октября 1997, Хоэнемс, Форарльберг, Австрия). Его крестные — его дед по отцовской линии, эрцгерцог Рудольф Австрийский (1919—2010), и бабушка по материнской линии, принцесса Анна Орлеанская, герцогиня Калабрийская (род. 1938)
  - Эрцгерцог Людвиг Кристиан Франсикус Мария Австрийский (род. 16 ноября 1998, Грабс, Санкт-Галлен, Швейцария). Его крестные — его тетка по отцовской линии, принцесса Мария Анна Голицына (род. 1954) и его тетя по материнской линии, принцесса Кристина де Бурбон-Сицилийский (род. 1966)
  - Эрцгерцогиня Изабелла Росио Маравильяс Лурдес Австрийская (род. 14 сентября 2000, Грабс, Санкт-Галлен, Швейцария)
  - Эрцгерцогиня Шарлотта Аделаида Мария Тереза Австрийская (род. 16 января 2003, Грабс, Санкт-Галлен, Швейцария)
  - Эрцгерцог Филипп Жозеф Кристиан Мария Австрийский (род. 15 января 2007, Грабс, Санкт-Галлен, Швейцария)
- Его Королевское Высочество Педро, герцог де Ното (род. 16 октября 1968 года. 30 марта 2001 года принц Педро женился на Софии Ландалусе и Мальгареха (род. 23 ноября 1973 года),правнучке 5-го герцога де Сан Фернандо де Кирога, гранда Испании. Дети:
  - Хайме, герцог Капуанский (род. 26 июня 1993 года до брака и был узаконен после заключения брака родителей) (с 5 ноября 2015 года — герцог де Ното)
  - Хуан (род. 18 апреля 2003)
  - Пабло (род. 28 июня 2004)
  - Педро (род. 2007)
  - София (род. 2008)
  - Бланка (род. 2011)
  - Мария (род. 2015)
- Её Королевское Высочество Агнесса, принцесса Обеих Сицилий (род. 20 апреля 1971 года)
- Её Королевское Высочество Виктория, принцесса Обеих Сицилий (род. 24 мая 1976 года), вышла замуж за Маркоса Намикоса
  - Анастасиос (р. 2005)
  - Анна (р. 2006)
  - Карлос (р. 2008)
  - Симеон (р. 2012)

## Титулы
- 1938—1964 — Его Королевское Высочество Принц Карлос Бурбон-Сицилийский (исп. Su Alteza Real el Príncipe Carlos de Borbón-Dos Sicilias)
- 1964—1994 — Его Королевское Высочество Принц Карлос Бурбон-Сицилийский, Герцог Калабрийский (исп. Su Alteza Real el Príncipe Carlos de Borbón-Dos Sicilias, Duque de Calabria)
- С 1994 года — Его Королевское Высочество Инфант дон Карлос Испанский, Принц Обеих Сицилий, Герцог Калабрийский (исп. Su Alteza Real Infante Don Carlos de España, Príncipe de las Dos Sicilias, Duque de Calabria)[5]

Полный официальный титул инфанта дона Карлоса: Его Королевское Высочество дон Карлос Мария Альфонсо Марсель, Инфант Испанский, Принц Обеих Сицилий, Герцог Калабрийский (исп. Su Alteza Real Don Carlos Maria Alfonso Marcel, Infante de España, Príncipe de las Dos Sicilias, Duque de Calabria).

Герб дона Карлоса как претендента на престол Обеих Сицилий
Герб инфанта дона Карлоса, как члена Королевского дома Испании

## Династический спор о главенстве в королевском доме
Предыстория конфликта
В 1860 году отряды Джузеппе Гарибальди занимают территорию Королевств Обеих Сицилий. Король Франциск II бежал из страны, королевство вошло в состав единого итальянского государства. Изгнанный, но не отрёкшийся от престола, король умер в 1894 году. Король умер бездетным и королевский дом возглавил его младший брат принц Альфонсо Мария, граф де Казерта, который возглавлял дом до 1934 года. Ему наследовал его старший сын принц Фердинанд Пий, герцог Калабрийский, возглавлявший королевский дом 26 лет (1934—1960). Его единственный сын умер в 1914 году, и права главы дома должны были перейти к одному из младших сыновей графа де Казерта. Первым, по старшинству, был принц Карл Мария (1870—1949). Он служил в испанской армии, в 1901 году вступил в брак с инфантой Марией де Лас Мерседас, дочерью Короля Испании Альфонса XII. По правилам испанских и неаполитанских Бурбонов не допускалось объединение двух королевств. 14 декабря 1900 года Карл Мария, с согласия своего отца, отрёкся от прав на престол Королевства Обеих Сицилий. Вторым, по сташинству в королевском доме, стоял его младший брат Раньери Мария, герцог де Кастро, он и возглавлял королевский дом с 1960 года по 1973 год. Однако, сын инфанта Карла Марии, инфант Алфонс Мария (1901—1964), отказался признать отречение своего отца и в 1960 году заявил о своих претензиях на главенство в королевском доме .
Династический спор
Таким образом, с 1960 года существуют два параллельных королевских дома Обеих Сицилий.
На главенство в доме претендовали:
1. Его Королевское Высочество Инфант Карлос (1938-2015), герцог Калабрийский (Испания)
2. Его Королевское Высочество Принц Карло, герцог де Кастро (Франция)[6]

Оба королевских дома пользуются поддержкой аристократических кругов и действуют на территории Италии. Награды обоих домов признаны Италией. Римская церковь не высказала своего предпочтения ни одному из претендентов, сохраняя нейтралитет в этом вопросе и поддерживая отношения с обоими домами .
24 января 2014 года в Неаполе состоялось примирение между двумя ветвями Королевского Дома Обеих Сицилий.
Две семьи взаимно признали титулы друг друга, а дочери герцога Кастро получили новые титулы: принцесса Мария Каролина стала герцогиней Палермской, а принцесса Мария Чиара герцогиней Капри.
В соответствии с Актом о примирении инфант Карлос и принц Карло признавались Главами Королевского Дома Обеих Сицилий и получили равные права по представлению всей семьи. Общее главенство в династии будет сохраняться до смерти принцев Карло, герцога де Кастро, и Педро, герцога Калабрийского, после чего объединенную династию возглавит старший сын принца Педро принц Хайме, герцог де Ното.
15 мая 2016 года принц Карло, герцог де Кастро обнародовал свое решение изменить правила наследования, которые до сих пор были в силе у этой ветви Бурбонов, чтобы сделать их "совместимыми с международными и европейскими нормами, которые запрещают любую дискриминацию между мужчинами и женщинами". Таким образом салическая система заменяется на абсолютную примогенитуру.
Принц Педро, герцог Калабрийский выступил с заявлением, в котором утверждает, что герцог Кастро не имеет полномочий изменять законы наследования в Доме Неаполитанских Бурбонов. Он также утверждает, что одностороннее решение герцога Кастро противоречит соглашению 2014 года и делает невозможным сохранить мир и гармонию в семье.

## Награды
- Орден Золотого руна (1964 год)
- Великий командор ордена Алькантары
- Кавалер Большого креста ордена «За военные заслуги» с белым знаком отличия,
- Кавалер Большого креста ордена «За морские заслуги» с белым знаком отличия,
- Кавалер Большого креста ордена «За сельскохозяйственные заслуги»
- Кавалер Большого креста орден Св. Гроба Господня в Иерусалиме
- Кавалер Большого креста ордена Ацтекского орла (Мексика)
- Кавалер Большого креста ордена Святого Карлоса (Колумбия, 7 июня 2013 года)